# Марк Лициний Красс (сын триумвира)
Марк Лици́ний Красс (лат. Marcus Licinius Crassus Dives; умер после 49 года до н. э.) — римский полководец и государственный деятель из плебейского рода Лициниев Крассов, квестор 54 года до н. э. Как старший сын триумвира Красса участвовал в Галльской военной кампании Гая Юлия Цезаря. По одной из версий, погиб во время гражданской войны 49—45 годов до н. э.

## Биография
Предположительно, около 60 года до н. э. Марк был избран в коллегию понтификов. В 54 году Красс был квестором, а в следующем году — проквестором Юлия Цезаря в Галлии. В 49 году до н. э. в качестве легата Цезаря управлял Цизальпийской Галлией. После 49 года о нём ничего неизвестно; по мнению Эрика Грюна, Марк наверняка погиб во время гражданской войны 49—45 годов до н. э.

## Семья и потомки
Благодаря сохранившейся до наших дней надписи известно, что Марк Лициний Красс-младший был женат на дочери консула 69 года до н. э. Квинта Цецилия Метелла, по прозвищу Критский. В этом союзе родился, по крайней мере, один сын, которого с возникновением второго триумвирата внесли в проскрипционные списки, а в 30 году до н. э. ставший консулом.